# Euphémos fils de Trézène
Pour les articles homonymes, voir Euphémos.
Dans la mythologie grecque, Euphémos ou Euphème[réf. nécessaire], fils de Trézène, est un des meneurs troyens de la guerre de Troie. Il dirige le peuple des Cicones. 
D'après Darès, il meurt tué par Achille après le trépas d'Hector.
L'astéroïde troyen de Jupiter (382238) Euphémos porte son nom.